# Episodi di Celebrity Playhouse
La prima e unica stagione della serie televisiva Celebrity Playhouse è andata in onda negli Stati Uniti dal 27 settembre 1955 al 19 giugno 1956 sulla NBC.
| nº | Titolo originale             | Prima TV USA      |
| -- | ---------------------------- | ----------------- |
| 1  | I Never Believed in Miracles | 27 settembre 1955 |
| 2  | Day of the Trial             | 4 ottobre 1955    |
| 3  | Showdown at San Pablo        | 11 ottobre 1955   |
| 4  | Mink Does Something for You  | 18 ottobre 1955   |
| 5  | A Very Big Man               | 25 ottobre 1955   |
| 6  | A House Between Flags        | 1º novembre 1955  |
| 7  | For the Defense              | 8 novembre 1955   |
| 8  | He Knew All About Women      | 15 novembre 1955  |
| 9  | Empty Arms                   | 22 novembre 1955  |
| 10 | Silver Saddle                | 29 novembre 1955  |
| 11 | Known But to God             | 6 dicembre 1955   |
| 12 | Diamonds in the Sky          | 13 dicembre 1955  |
| 13 | The Hoax                     | 20 dicembre 1955  |
| 14 | Red Horse Hamber             | 27 dicembre 1955  |
| 15 | My Name Is Sally Roberts     | 3 gennaio 1956    |
| 16 | Live Bait                    | 10 gennaio 1956   |
| 17 | Secret of the Bells          | 17 gennaio 1956   |
| 18 | The Twelve Year Secret       | 24 gennaio 1956   |
| 19 | Bachelor Husband             | 31 gennaio 1956   |
| 20 | Tantrum Size 12              | 7 febbraio 1956   |
| 21 | They Flee by Night           | 14 febbraio 1956  |
| 22 | The Foreigner                | 21 febbraio 1956  |
| 23 | More Than Kin                | 28 febbraio 1956  |
| 24 | East of Nowhere              | 6 marzo 1956      |
| 25 | The Go-Between               | 13 marzo 1956     |
| 26 | Shadow of a Thief            | 20 marzo 1956     |
| 27 | Home Is the Soldier          | 2 aprile 1956     |
| 28 | Deborah                      | 3 aprile 1956     |
| 29 | Tomorrow We May Part         | 10 aprile 1956    |
| 30 | A Letter from the Past       | 17 aprile 1956    |
| 31 | No Escape                    | 24 aprile 1956    |
| 32 | The Fleeting Years           | 1º maggio 1956    |
| 33 | Stagecoach to Paradise       | 8 maggio 1956     |
| 34 | Incident in Rio              | 15 maggio 1956    |
| 35 | I'll Make the Arrest         | 22 maggio 1956    |
| 36 | Girl on the Run              | 29 maggio 1956    |
| 37 | Faith                        | 5 giugno 1956     |
| 38 | Dark Legacy                  | 12 giugno 1956    |
| 39 | Girl at Large                | 19 giugno 1956    |

## I Never Believed in Miracles
- Prima televisiva: 27 settembre 1955

### Trama
- Guest star: Mona Freeman, Keefe Brasselle, Sara Haden, Willis Bouchey

## Day of the Trial
- Prima televisiva: 4 ottobre 1955

### Trama
- Guest star: Frank Lovejoy, Ellen Drew, Wallace Ford, Billy Chapin, Chris Alcaide, James Anderson, Richard Benedict, Robert Foulk, Charles Wagenheim

## Showdown at San Pablo
- Prima televisiva: 11 ottobre 1955

### Trama
- Guest star: Joseph Cotten (Marshal Fenton Lockhart), Kasey Rogers (Grace Lockhart), James Millican (John Quincy Wynant), David Stollery (Welty Lockhart), Paul Langton (Cowie Thomas), Robert Burton (sindaco Tuck Ellis), Michael Granger (Fernando), Alan Lee (Drummer), Wally West (cittadino)

## Mink Does Something for You
- Prima televisiva: 18 ottobre 1955

### Trama
- Guest star: Gale Storm, Keith Andes, Eleanor Audley, Saul Martell, Lester Matthews, Vic Perrin, Richard Reeves, Wally Vernon (Joey Perhaps)

## A Very Big Man
- Prima televisiva: 25 ottobre 1955

### Trama
- Guest star: Pat O'Brien, Hugh O'Brian, Faith Domergue, Hugh Sanders

## A House Between Flags
- Prima televisiva: 1º novembre 1955

### Trama
- Guest star: Stephen McNally, Sylvia Sidney, Jan Merlin, Jerry Antes, Kim Charney, Patricia Hardy, Richard Norris, John Truax

## For the Defense
- Prima televisiva: 8 novembre 1955

### Trama
- Guest star: Edward G. Robinson (Matthew Considine), John Hoyt, Vic Perrin

## He Knew All About Women
- Prima televisiva: 15 novembre 1955

### Trama
- Guest star: Dan O'Herlihy, Barbara Hale, Paul Richards (George Skeen), Chubby Johnson (zio Toby), Hugh Lawrence (Judd Collins), Joyce McCluskey (donna), Florence Lake (Zia Martha)

## Empty Arms
- Prima televisiva: 22 novembre 1955

### Trama
- Guest star: Angela Lansbury, William Bishop, George Macready, Helene Heigh, Glase Lohman, Vincent Perry, Marvin Press

## Silver Saddle
- Prima televisiva: 29 novembre 1955

### Trama
- Guest star: Mark Stevens (Monte Clovis), Jaclynne Greene (Mary Ferris), Robert Osterloh (Jack Renton), William Bryant (The Pinto Kid), Trevor Bardette (Marshal Pete Winthrop), Louis Jean Heydt (Cal Ferris), Paul Brinegar (Link), Cheryl Callaway (Mona Ferris), James Chandler (Jim), Nesdon Booth (Kelly), Ralph Bucko (cittadino)

## Known But to God
- Prima televisiva: 6 dicembre 1955

### Trama
- Guest star: Charles Bickford (padre O'Neil), Philip Carey (Police Lt. Joe Karns), Vince Edwards (Mitch Nelson), Anne Barton (Eloise Nelson), William Phipps (Al Pole), John Beradino (detective Mabrey), Harry Harvey (Henry Jamison), Taggart Casey (capitano Blake), Hal K. Dawson (Mr. Johnson)

## Diamonds in the Sky
- Prima televisiva: 13 dicembre 1955

### Trama
- Guest star: Scott Brady (capitano Hank Cooper), Jane Greer (Nina), Jerry Paris (co-pilota Bill Feldman), Stanley Adams (Carl Green), Gwen Caldwell (hostess)

## The Hoax
- Prima televisiva: 20 dicembre 1955

### Trama
- Guest star: Paul Henreid, Herbert Marshall, Lester Matthews, Richard Flato, Michael Fox, Norbert Schiller, George Spaulding, Trude Wyler

## Red Horse Hamber
- Prima televisiva: 27 dicembre 1955

### Trama
- Guest star: Dane Clark, Mala Powers, John Baer, Murvyn Vye

## My Name Is Sally Roberts
- Prima televisiva: 3 gennaio 1956

### Trama
- Guest star: Linda Darnell, John Hudson, Peter M. Thompson

## Live Bait
- Prima televisiva: 10 gennaio 1956

### Trama
- Guest star: Macdonald Carey, Marguerite Chapman, Gale Robbins, Steve Brodie, Roy Roberts, John Doucette, Vito Scotti

## Secret of the Bells
- Prima televisiva: 17 gennaio 1956

### Trama
- Guest star: Louis Jourdan, Dianne Foster, Carroll McComas, Belle Mitchell, James Stone, Peter J. Votrian

## The Twelve Year Secret
- Prima televisiva: 24 gennaio 1956

### Trama
- Guest star: David Brian, Ellen Drew, Judy Nugent, Melinda Plowman

## Bachelor Husband
- Prima televisiva: 31 gennaio 1956

### Trama
- Guest star: Cesar Romero (Ricardo Aguilar), Richard Denning (William Broder), Phyllis Kirk (Laurie Westbrook), Joi Lansing (Eartha Svensen), Herbert Heyes (Mr. Cornwall), Arlen Stuart (Camille Schneider), Harry Brown (Jelks), Mary Boyd (Mrs. Dugan), Joe Devlin (Phone Man)

## Tantrum Size 12
- Prima televisiva: 7 febbraio 1956

### Trama
- Guest star: Gene Nelson, Kathryn Grant, Jean Byron, Charles Herbert, Byron Keith, Fay Roope, Dee J. Thompson, Michael Winkelman

## They Flee by Night
- Prima televisiva: 14 febbraio 1956

### Trama
- Guest star: Cliff Robertson (Jed Warron), Sally Forrest (Sylvia Warron), Thomas Mitchell (Cal Logan), Michael Granger (Tony Morgan), Harry Cody (Doc Stevens), Larry J. Blake (Joe), Phil Garris (Charley), Norman Leavitt (ufficiale Fred)

## The Foreigner
- Prima televisiva: 21 febbraio 1956

### Trama
- Guest star: Ricardo Montalbán, Felicia Farr, Marilyn Erskine, Don Beddoe, Argentina Brunetti, Ana Maria Majalca, Peter Mamakos, Riza Royce

## More Than Kin
- Prima televisiva: 28 febbraio 1956

### Trama
- Guest star: Sylvia Sidney (Meg Fraser), Tom Tully (Charlie Fraser), Gigi Perreau (Jeannie Fraser), Amzie Strickland (Helen Dean), Henry Hunter (Hoard Shannon), Joan Miller (Mrs. Kiley)

## East of Nowhere
- Prima televisiva: 6 marzo 1956

### Trama
- Guest star: Ann Sheridan, Robert Lowery, Peter Graves, John Dennis

## The Go-Between
- Prima televisiva: 13 marzo 1956

### Trama
- Guest star: Jan Sterling, Don Taylor

## Shadow of a Thief
- Prima televisiva: 20 marzo 1956

### Trama
- Guest star: Joanne Dru (Kay Gordon), Arthur Franz (Arthur Gordon), William Leslie (Bill O'Neill), Danni Sue Nolan (Angela), Francis De Sales (Police Sgt. Wallace), Brad Trumbull (Charles), George Fairchild (Jeweler)

## Home Is the Soldier
- Prima televisiva: 2 aprile 1956

### Trama
- Guest star: Howard Duff, Phyllis Kirk, Hugh Beaumont, Cheryl Callaway, Robert Burton, Helen Spring

## Deborah
- Prima televisiva: 3 aprile 1956

### Trama
- Guest star: Angela Lansbury, Zachary Scott, Maxwell Reed, Marjorie Bennett, Winifred Harris, Vera Denham

## Tomorrow We May Part
- Prima televisiva: 10 aprile 1956

### Trama
- Guest star: Laraine Day, William Bishop, Frank Albertson, Raymond Greenleaf

## A Letter from the Past
- Prima televisiva: 17 aprile 1956

### Trama
- Guest star: Ruth Roman, Dorothy Patrick

## No Escape
- Prima televisiva: 24 aprile 1956

### Trama
- Guest star: Teresa Wright (Helen Fiske), Raymond Burr (George), John Larch (Pocker), Howard Wright (Mr. Karnes), John Frederick (Mr. Karnes), Mark Scott, Barbara Bell Wright (Marie)

## The Fleeting Years
- Prima televisiva: 1º maggio 1956

### Trama
- Guest star: George Brent, Ann Harding, May Wynn, William Leslie, Tristram Coffin

## Stagecoach to Paradise
- Prima televisiva: 8 maggio 1956

### Trama
- Guest star: Wendell Corey, William Hopper, Cynthia Stone, John Pickard, Rusty Lane

## Incident in Rio
- Prima televisiva: 15 maggio 1956

### Trama
- Guest star: Scott Brady, Janet Blair, Russell Johnson, Gloria Saunders

## I'll Make the Arrest
- Prima televisiva: 22 maggio 1956

### Trama
- Guest star: Philip Carey (Police Lt. Mike O'Shean), Jan Sterling (Lil Brown), Sean McClory (detective Hank Jarrett), Dan Barton (Jimmy Barecky), Virginia Vincent (Bess Michaels), John Mylong (Pop Kolojeck), Penny Santon (Mrs. Barecky), Maidie Norman (Elsie)

## Girl on the Run
- Prima televisiva: 29 maggio 1956

### Trama
- Guest star: Joan Caulfield, Ken Christy (sergente Philip Meyers), Arthur Franz (dottor Kirk Mitchell), Percy Helton (Eli), Robert Horton (David Lynch)

## Faith
- Prima televisiva: 5 giugno 1956

### Trama
- Guest star: Edward Arnold (Congressman Holman), Eugenie Leontovich (Marika Novak), Kenneth Tobey (Jim Weston), Roger Smith (Eddie Mason), Lewis Martin (Allen Wynant), Claudia Bryar (Mrs. Weston), Don Garrett (Army Sergeant), Charles Evans (presidente Harding)

## Dark Legacy
- Prima televisiva: 12 giugno 1956

### Trama
- Guest star: Howard Duff, Gale Robbins, Steve Brodie, Joel Ashley

## Girl at Large
- Prima televisiva: 19 giugno 1956

### Trama
- Guest star: Sterling Hayden, Lola Albright, Helen Parrish (Lucy Harrison), Larry J. Blake, Harry Tyler, Jack Carol